# Além do Que os Olhos Podem Ver (álbum de Jamily)
Além do que os olhos podem ver é o quinto álbum de estúdio da cantora Jamily, lançado pela gravadora Som Livre em maio de 2012.
Em março de 2014, o álbum foi relançado, desta vez pela gravadora Sony Music.

## Faixas
1. Além do que os olhos podem ver
2. Projetos
3. Unja-me
4. Me alegro em te adorar
5. Tal amor
6. Pronto pra te adorar
7. Coração adorador
8. O Deus que te faz sonhar
9. Deus de celebração
10. I surrender all Part. Esp.: Coral Resgate
11. Vem louvar
12. A minha alma canta a Ti
13. Vamos louvar ao Senhor
14. Vou voar
15. Ven alabar (vem louvar)

## Vendas e certificações
| País          | Certificação | Vendas   |
| ------------- | ------------ | -------- |
| Brasil - ABPD |              | 35,000 + |